# ワシム・アクラム
ワシム・アクラム（ウルドゥー語:وسیم اکرم、英: Wasim Akram、1966年6月3日 - ）は、パキスタン・ラホール出身の元プロクリケット選手。元パキスタン代表。
クリケットの歴史の中で最高のボウラーの一人である。2013年にはクリケットのバイブルとして知られるウィズデン・クリケッターズ・アルマナックによって、150年間の歴代ワールドイレブンに選出された。